# Mark Barnett
Mark Barnett   (Bridgeview, 16 de setembre de 1960) és un antic pilot professional de motocròs nord-americà. Va competir als Campionats AMA entre el 1977 i el 1985 i en va guanyar tres títols consecutius de motocròs (1980-1982) i un de supercross (1981). A banda, el 1983 va guanyar el Motocross des Nations i el Trophée des Nations amb la selecció dels Estats Units.
A començaments de la dècada del 1980, Barnett va ser un dels millors pilots de motocròs nord-americans tot i ser de l'Oest Mitjà, on la temporada de curses és limitada. L'any 2001 fou incorporat a l'AMA Motorcycle Hall of Fame.

## Biografia
Nascut a Bridgeview, Barnett va començar a córrer com a amateur a North Judson, Indiana. El 1977 va esdevenir professional en fer els setze anys i va competir per a l'equip Fox Racing. El 1978 el va fitxar l'equip de fàbrica de Suzuki després d'haver començat la temporada com a privat. Un cop retirat de les competicions, va començar a dissenyar pistes de supercross i motocròs per a pilots professionals com ara Ricky Carmichael i Ivan Tedesco.

## Palmarès

### Títols per any
| Any  | Equip  | Campionat             | Classe |
| ---- | ------ | --------------------- | ------ |
| 1980 | Suzuki | AMA Motocross         | 125cc  |
| 1981 | Suzuki | AMA Supercross        | 250cc  |
| 1981 | Suzuki | AMA Motocross         | 125cc  |
| 1982 | Suzuki | AMA Motocross         | 125cc  |
| 1983 | Suzuki | Motocross des Nations | -      |
| 1983 | Suzuki | Trophée des Nations   | -      |

### Resum
- 3 Campionats AMA de motocròs 125cc
- 1 Campionat AMA de supercross 250cc
- 1 Motocross des Nations
- 1 Trophée des Nations